# Оверлек
Оверлек (нід. Overleek) — селище в нідерландській провінції Північна Голландія. Входить до муніципалітету Ватерланд. Наразі у селищі нараховується близько 30 будинків.